# Sahannokka
Sahannokka är en udde i Finland.   Den ligger i den ekonomiska regionen  Åbo ekonomiska region  och landskapet Egentliga Finland, i den södra delen av landet, 140 km väster om huvudstaden Helsingfors. Sahannokka ligger på ön Harvaluoto.
Terrängen inåt land är platt. Runt Sahannokka är det ganska tätbefolkat, med 52 invånare per kvadratkilometer. Närmaste större samhälle är Åbo, 13,5 km nordväst om Sahannokka. I omgivningarna runt Sahannokka växer i huvudsak barrskog.